# 伊藤家住宅 (三鷹市)

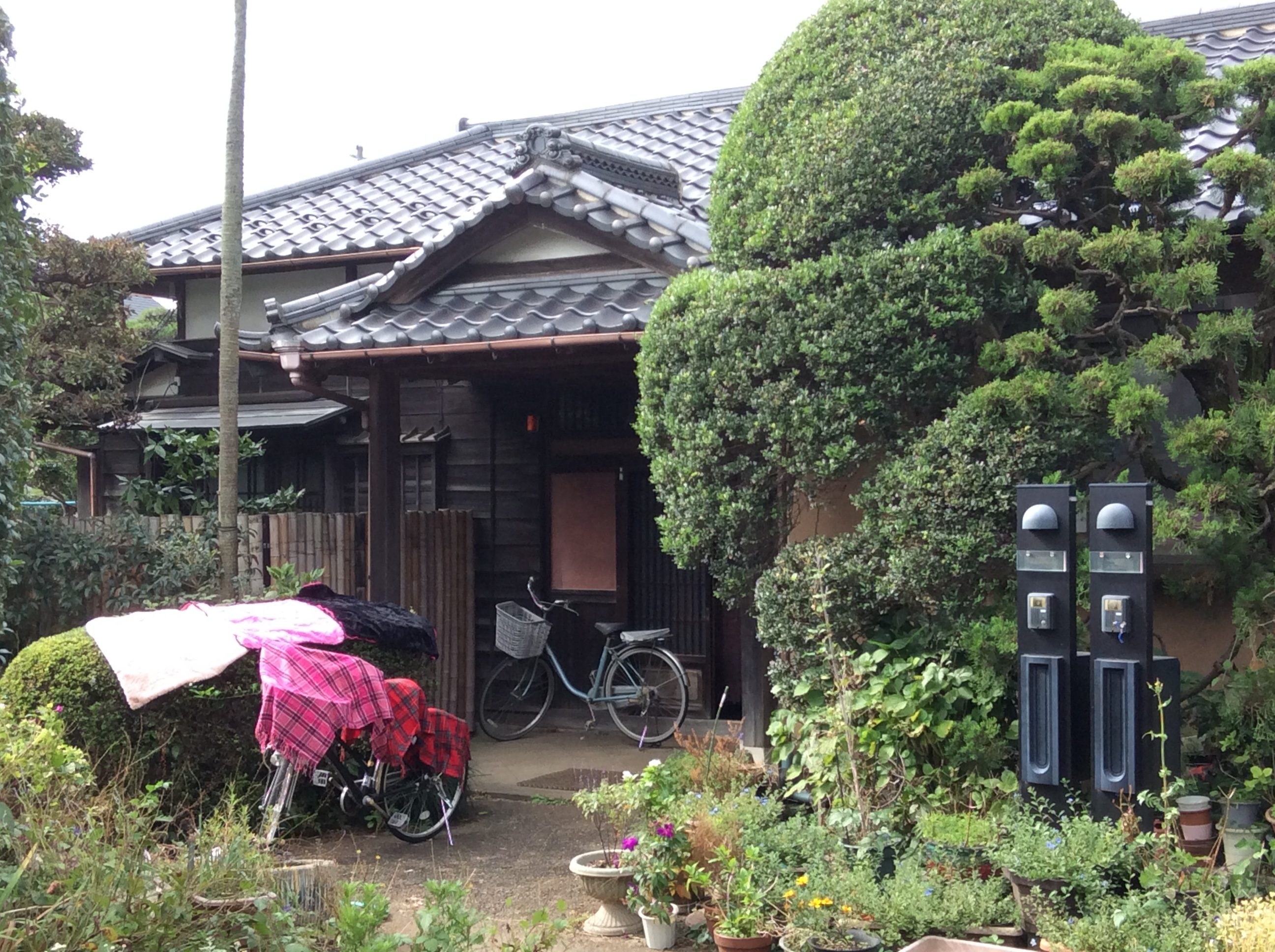
伊藤家住宅（2016年10月31日撮影）

伊藤家住宅（いとうけじゅうたく）は、東京都三鷹市井口三丁目に所在する、1929年（昭和4年）建築の歴史的建造物（民家）。
昭和初期の郊外住宅の典型を表しており、2006年（平成18年）に、国の登録有形文化財（建造物）に登録された。

## 文化財
登録有形文化財（建造物）
伊藤家住宅主屋
登録年月日:2006年（平成18年）3月2日、種別:住宅/建築物、登録基準:造形の規範となっているもの。
年代:1929年（昭和4年）建築、木造平屋建、瓦葺、建築面積134m2。

## 交通
鉄道
- JR中央線 - 武蔵境駅より徒歩10分